# Ejido Cíbuta Sector Número Uno
Ejido Cíbuta Sector Número Uno är en ort i Mexiko.   Den ligger i kommunen Nogales och delstaten Sonora, i den nordvästra delen av landet, 1 800 km nordväst om huvudstaden Mexico City. Ejido Cíbuta Sector Número Uno ligger 1 150 meter över havet och antalet invånare är 216.
Terrängen runt Ejido Cíbuta Sector Número Uno är kuperad åt sydost, men åt nordväst är den platt. Ejido Cíbuta Sector Número Uno ligger nere i en dal. Runt Ejido Cíbuta Sector Número Uno är det ganska tätbefolkat, med 134 invånare per kvadratkilometer. Närmaste större samhälle är Nogales, 17,3 km norr om Ejido Cíbuta Sector Número Uno. Omgivningarna runt Ejido Cíbuta Sector Número Uno är i huvudsak ett öppet busklandskap.